# اللوفر أبو ظبي
متحف اللوفر أبوظبي هو متحف فني بُنيَ في مدينة أبوظبي في دولة الإمارات العربية المتحدة. صممه المهندس المعماري الفرنسي جان نوفيل وافتتح في 8 نوفمبر 2017 وفتح أبوابه للزوار في 11 نوفمبر 2017. وقد شارك الرئيس الفرنسي إيمانويل ماكرون في افتتاح متحف اللوفر في أبو ظبي 
اُنشأ المتحف الذي عُقدت النية لبنائه بموجب الاتفاقية الموقّعة بين مدينة أبوظبي مع الحكومة الفرنسية، والمتداولة لمدة ثلاثين عاماً على مساحة تصل لـ 24 ألف متر مربع تقريباً في جزيرة السعديات، وذلك بتكلفة تُقّدر ما بين 83 و 108 مليون يورو.
وفقاً لمسؤولي المشروع فإن هذا المتحف سوف يكون معرضاً للآثار الفنية الآتية من جميع أنحاء العالم والهدف الأساسي من المشروع هو أن يكون حلقة وصل بين الفن الشرقي والفن الغربي. تسبب موضوع كيفية استفادة متحف اللوفر في باريس من هذه الاتفاقية لمجادلات ساخنة في العالم الفني.
تجاوزت تكلفة إنشاء المتحف مليار دولار واستغرق بناؤه 10 سنوات، وهو يضم نحو 600 عمل فني دائم العرض، بالإضافة إلى 300 عمل أعارتهم فرنسا للمتحف بشكل مؤقت.
وقد استقبل متحف اللوفر أبوظبي أكثر من مليون ومائتي ألف زائر خلال عام 2023 

## اتفاقية المشروع
وقع كلاً من وزير الثقافة الفرنسي رينو دونديو دو فابر والشيخ سلطان بن طحنون آل نهيان اتفاقية مشروع المتحف التي ستكون جارية لمدة ثلاثين عاماً مقابل 1.3 مليار دولار، والذي سيقام في جزيرة السعديات الواقعة في وسط مدينةأبوظبي وذلك في عام 2007.
منعت الاتفاقية أيضاً الإمارات الأخرى لدولة الإمارات العربية المتحدة من استخدام اسم اللوفر في تحقيق مشاريع مماثلة في دول المملكة العربية السعودية، الكويت، عمان، البحرين، قطر، مصر، الأردن، سوريا، لبنان، إيران والعراق.
مدح رئيس الجمهورية الفرنسية جاك شيراك في تلك الفترة، اتفاقية المتحف المعقودة مع أبو ظبي؛ لأنها تعكس فكرة وحدانية العالم، وقال إن كلا الطرفين اللذين عقدا الاتفاقية فخوران بجذورهما وهواياتهما، وإن جميع الثقافات ذات قيم متساوية.

أعرب شيراك عن تقديره لأمير أبوظبي نظراً للخطوات التي خطاها للشراكة مع المتحف الأكثر زيارة وشهرة في العالم.

## الوتيرة
قبل البرلمان الفرنسي قرار إنشاء متحف اللوفر أبوظبي رسمياً في التاسع من شهر أكتوبر لعام 2007.وقد كُلِّف جان نوفيل بتنفيذ الخدمات المعمارية للمشروع وهو من مصممي معهد العالم العربي في باريس. كُلف ل بورو هابولد بتنفيذ الخدمات الهندسية.
شكّل متحف اللوفر خطوة واحدة فقط للمجمع السياحي والثقافي الذي خُطط لتأسيسه بتكلفة تقدر بما يقرب ل27 مليار دولار في جزيرة السعديات.
لقد تم إنشاء أكثر من ثلاث متاحف في نطاق المشروع وهما: متحف غاغينهايم أبوظبي الذي صممه فرانك جيري، ومتحف زايد الوطني الذي صممه بوستر + بارتنزر، ومتحف أبوظبي للفنون الاستعراضية (دار المسارح والفنون المعمارية)الذي صممته زُها حديد. ووفقاً لما ذكره المسئولون في الإمارات العربية المتحدة فيما يتعلق بالموضوع بقيام وكالة المتاحف الفرنسية ووكالة السياحة والتنمية والإستثمار التابعين للإمارات العربية المتحدة بتنفيذ هذا المشروع وإعادة تخطيط تشكيل جزيرة السعديات.يأتي الخبير المالي الفرنسي وعضو أكاديمية الفنون الجميلة وأحد كُتّاب مجلة العلمين الفرنسية مارك لادريت دا لاشارريرا Marc Ladreit de Lacharrière على رأس فريق هذا المشروع. وعُيّن المدير السابق لمركز جورج بومبيدو بورنو ماكورت كمدير لمتحف اللوفر أبو ظبي.

### الموقع
ستكون المنطقة الثقافية عند اكتمالها في جزيرة السعديات أكبر مأوى يضم المباني الثقافية تحت سقف واحد في العالم. صمم فوستر + بارتنرز متحف زايد الوطني بالإضافة لمتحف اللوفر أبوظبي تحت قيادة المهندس المعماري البريطاني نورمان فوستر. أما متحف غاغينهايم أبوظبي الذي قام بتصميمه فرانك جيري، فسيكون أكبر متحف في العالم وأول متحف في الشرق الأوسط. وسيقام أيضاً في المنطقة الثقافية العديد من المسارح والفنون بالإضافة لمركز أبوظبي للفنون الاستعراضية الذي صممته زُها حديد والمتحف البحري الذي قام بتصميمه تاداو أندو.

### التكلفة
أنفقت مدينة أبوظبي 195 مليون دولار نقدياً من أصل 525 مليون دولار وذلك لاستخدام اسم اللوفر. كما اُنفق أيضاً 747 مليون دولار لمبادلة الآثار الفنية، ولترتيب وتنظيم المعارض الخاصة. سوف يتم إنفاق 247 مليون دولار من هذا المال من أجل عرض 253 أثر فني في مدة عشر سنوات من اللوفر، وبالإضافة إلى ذلك، تم تخصيص 214.5 مليون دولار للخدمات الاستشارية الإدارية لمتحف اللوفر في باريس.سوف يُنفق أيضاً 253.5 مليون دولار للمعارض الفنية الخاصة. سوف يُنظم أربع معارض سنويا على مدى خمسة عشر عاما.
.سوف تتبرع مدينة أبوظبي ب32.5 مليون دولار للمعارض الفنية الخاصة من أجل افتتاح قسم بافيلون دي فلور في متحف اللوفر في باريس. وقُدّر أن تكلفة المشروع بالكامل تتراوح من 83 ل 108 مليون يورو.

### التصميم

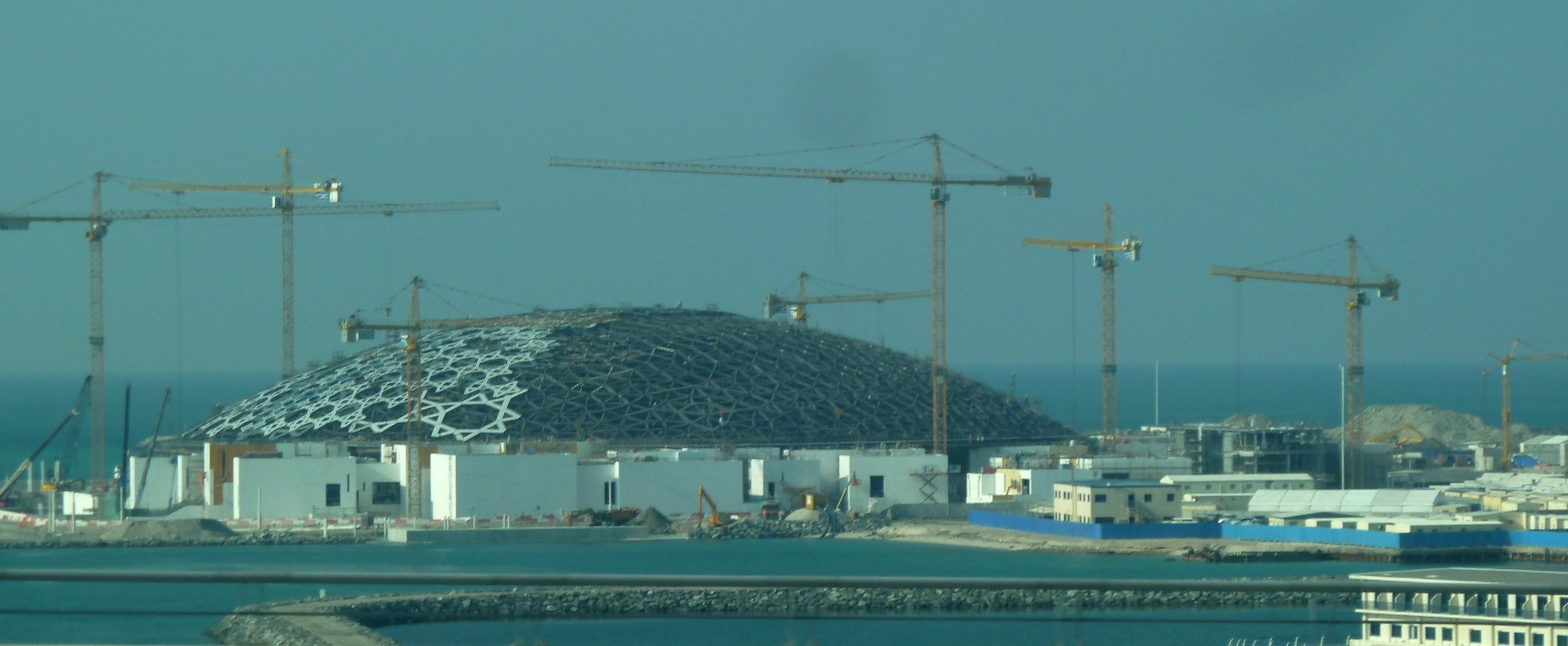
اللوفر أبوظبي

تمتد مساحة الموقع على 97 ألف متر مربع في جزيرة السعديات. وصُمم المتحف على شكل مدينة مصغرة تشبه أرخبيلا ً في البحر وتضم في المجموع 55 مبنى أبيض استوحي من تصاميم المنازل المنخفضة في الهندسة العربية التقليدية.
المساحات الداخلية - تصل المساحة الإجمالية الداخلية للمتحف إلى 8600 متر مربع، تتضمن قاعات العرض والمعارض ومتحف الأطفال، بينما تصل مساحة قاعات العرض إلى 6400 متر مربع، وستحتوي على حوالى 600 تحفة فنية، فضلا عن 300 عمل فني مُعار من مؤسسات ثقافية فرنسية. وتبلغ المساحة الإجمالية المخصصة لإقامة المعارض الموقتة قرابة 2000 متر مربع، بينما تم تخصيص 200 متر مربع لمتحف الأطفال.
ويضم المتحف 23 صالة عرض دائمة تقدم تحفا فنية تروي قصصا من الحقب التاريخية المختلفة التي مرت بها البشرية وصولا إلى الوقت الحاضر في 12 سلسلة مختلفة.
تغطي القبة البالغ قطرها 180 مترا معظم أجزاء المتحف، وتتوج بمظهرها المهيب أفق المتحف للناظر إليه من البحر والمناطق المحيطة به ومدينة أبو ظبي بوجه عام. وهي تتكون من ثماني طبقات، أربع منها مصنوعة من الحديد الصلب، وأربع طبقات أخرى داخلية يفصلها هيكل فولاذي بارتفاع خمسة أمتار. وتتألّف قبة المتحف من 85 قسما، يبلغ وزن القسم الواحد قرابة 50 طنا. وتتميز قبة متحف اللوفر أبوظبي التي استغرق تشييدها سنتين بتصميمها الهندسي المدروس، وتغطيها أشكال هندسية عديدة (7850 في المجموع) بأحجام مختلفة. وتدخل أشعة الشمس من خلالها عبر فتحات تذكر بانسياب النور من بين الأوراق المسننة لسعف أشجار النخيل، وترتفع القبة التي يبلغ وزنها الإجمالي 7500 طن على أربعة أعمدة تفصل بينها مسافة تُقدر ب 110 أمتار، وتتوارى داخل ثنايا المتحف، بما يمنح شعورا وكأنها معلقة، ويصل ارتفاعها عن مستوى الطابق الأرضي وحتى الحافة السفلية للقبة إلى 29 مترا. أما أعلى نقطة في القبة، فهي على ارتفاع 40 مترا عن مستوى سطح البحر و 36 مترا عن مستوى الطابق الأرضي.
. وقد تم تخصيص جزء من مساحة متحف اللوفر أبوظبي الذي سيُقام على مساحة أربعة وعشرين ألف متر مربع تقريباً، يصل إلى ستة آلاف متر مربع وذلك من أجل المجوعات الدائمة، وخُصصت مساحة تصل إلى ألفين متر مربع للمعارض المؤقتة.

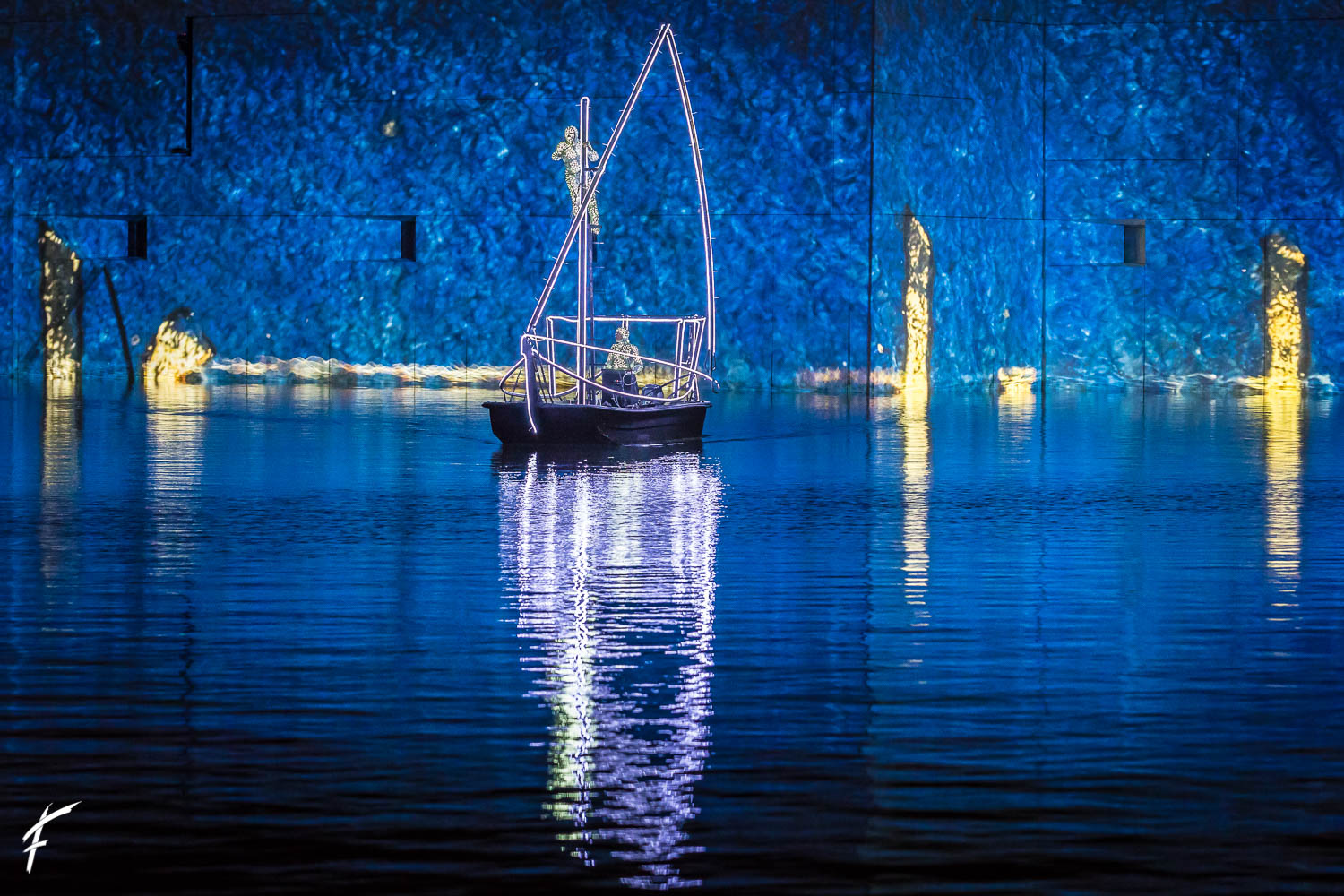
افتتاح متحف اللوفر أبوظبي

## الأعمال الفنية التي ستُعرض في المتحف
جرت مناقشات فيما يتعلق بكيفية عرض الأعمال الفنية التي ستُعرض في المتحف. أعرب رئيس ومدير متحف اللوفر في باريس هنري لويريت في بيانه «أن متحف اللوفر أبوظبي الجديد الذي سيتم بناؤه لن يؤثر بأي حال من الأحوال على أنواع ومحتويات المعرض المُخطط له أن يكون في بلد مسلمة». وقد تمت مناقشة المواضيع والقضايا الرئيسة للمعرض المخطط له في أبوظبي مع شراكئنا، ولم يدرج وضع أي قيود إطلاقاً في جدول الأعمال بشأن المسائل الواضحة في هذه الوتيرة. سوف يتم التخطيط للمعارض وفقاً لمعايير ذات جودة عالية ومتميزة. ونأمل بأن يكون متحف اللوفر أبوظبي باعتباره حديثاً جزءً من المجتمع العالمي.
اُعلن في بيان أن الآثار التي ستُعرض في المتحف سوف يتم أخذها من العديد من المتاحف وعلى رأسها مركز بومبيدو، متحف أورسيه وقصر فيرساي. وعلاوة على ذلك، فقد أضاف وزير الثقافة الفرنسية لتلك الفترة رينو دونديو دو فابر أن متحف اللوفر في باريس سوف لا يُباع أي قطعة من أعماله المعروضة حالياً في المتحف، المكوّنة من خمسة وثلاثين ألف قطعة. وسوف يكون هذا المكان ليس فقط لعرض الأعمال الفنية الغربية ولكن أيضا سيكون مخصص لعرض جميع الأعمال الفنية المتنوعة، وفي الوقت نفسه سيكون اللوفر أبوظبي حلقة وصل التي تجمع بين الشرق والغرب مع الشمال والجنوب، وفي نفس السياق سوف تُعرض الأعمال الفنية المصنوعة في الشرق الأوسط في متحف اللوفر أبوظبي.
هنري لويريت؛ مدير ورئيس متحف اللوفر في باريس.

## مسيرة الإنشاء
بدأ تاريخ بناء متحف اللوفر أبوظبي رسمياً في السادس والعشرون من شهر مارس في عام 2009. قام الشيخ محمد بن زايد آل نهيان ولي عهد إمارة أبوظبي ونيكولا ساركوزي رئيس جمهورية فرنسا بافتتاح معرض «التحدث عن الفن: لوفر أبوظبي» في «جاليري وان» بفندق قصر الإمارات وذلك بمناسبة ذكرى بداية الإنشاءات، وبجانب الآثار الفنية التي ستعرض في المتحف، عرضت آثار التي تم استعارها من العديد من المتاحف الفرنسية.
أُسند العمل في تثبيت الأوتاد الأساسية، وهي المرحلة الأولى من عملية البناء إلى الشركة الألمانية باور انترناشيونال، وهي متخصصة في هذا الموضوع.
أعلنت شركة أبوظبي للتنمية السياحية والاستثمار، وهي المسئولة عن إنشاء متحف اللوفر في أبوظبي، كما أنها الشركة المسئولة عن إدارة المشاريع التابعة لحكومة الإمارات، في بيان رسمي لها الذي عقدته في تاريخ 29 أكتوبر 2011، أنها أجّلت إتمام بناء المتحف المقرر أن يكون في بداية 2013/2014 إلى وقت لاحق، ولم يتضح موعد تاريخ البناء الجديد بعد.
وتم توضيح أحد أهم أسباب تأجيل إتمام بناء المتحف وهو إعادة نظر الإمارات العربية المتحدة مرة أخرى في الاستراتيجية الاقتصادية

## الافتتاح
قال مانويل راباتيه، مدير متحف اللوفر أبوظبي، إن المتحف المقرر افتتاحه في الـ 11 من شهر نوفمبر 2017 ، وسيبلغ سعر تذكرة الدخول 60 درهما بشكل عام، و30 درهما لمن هم بين عمر 13 عاما و22 عاما، فيما ستكون مجانية لمن هم دون 13 عاما.

## انتهاكات حقوق الإنسان في مكان العمل
وجّه أكثر من 120 فنان عالمي في أبريل 2011 دعوة لمقاطعة متحفي اللوفر وغاغينهايم؛ وذلك نظراً لما يقومون به من استغلال العمال وجعلهم يعملون في ظروف سيئة أثناء عملية البناء. قد احتج الفنانون ومنظمات حقوق الإنسان على سياسات أبوظبي والإمارات العربية المتحدة من حبسهم للأشخاص الذين يعانون من فيروس نقص المناعة البشرية ونفيهم خارج الدولة وكذلك منعهم من دخولهم لها مدى الحياة.

## ردود الفعل
تسببت الإتفاقية المعقودة بخصوص مشروع اللوفر أبوظبي بردود فعل سلبية في الأوساط الفنية وأيضاً في المجال الأكاديمي. قد تزعمها ديدييه ريكنر المؤرخ الفني لجبهة المعارضين على الإتفاقية؛ وذلك من أجل نجاح هذا المشروع بين فرنسا والإمارات وقاد أيضاً حملة جمع التوقيعات في هذ الصدد. وتم التأكيد على أن «هذه المتاحف ليست للبيع» وذلك في البيان الذي وقعه كلا من خبراء 4650 متحف، علماء الآثار ومؤرخي الفن. قد أتى في بداية جدول الأعمال إتهام اللوفر «بأنه يعمل على تحقيق استراتيجيتها للاستفادة بأقصى قدر من الأرباح، تماماً مثل شركة تجارية». خسرنا المعركة، ولكن يستمر الكفاح. ويشير ديدييه ريكنر في بيانه في عام 2007 إلى توضيح ما قاله شارل ديغول استنادً على هزيمة فرنسا أمام ألمانيا النازية في 1940. رد هنري لويريت رئيس ومدير اللوفر في باريس على الانتقادات الوجه بخصوص إنشاء وحدات في خارج الدول المتواجدة بها المتاحف، موضحاً «أن لا مفر من إعادة تنظيم المتاحف بشكل عالمي» وأضاف أيضاً ألا يمكن لمتحف اللوفر أن يظل في خارج هذه العملية. المبلغ المدفوع مقابل استخدام اسم اللوفر هو مبلغ عادل. اللاعبون دور قيادي في هذه العملية، فهم بالفعل يستحقون جائزة لذلك، وهذا وضع طبيعي للغاية. هنري لويريت؛ رئيس ومدير اللوفر في باريس في عام 2007. قام كلا من رينو دونديو دو فابر وزير الثقافة الفرنسية لتلك الفترة مع خليفة بن زايد آل نهيان رئيس دولة الإمارات العربية المتحدة وحاكم أبوظبي بعدة تصريحات في نفس الاتجاه، ألا وهي:
نحن لا نبيع تراث وتاريخ الثقافة الفرنسية. لدينا الرغبة في إضاءة المناطق الأخرى من العالم التي تقدّر قيمة هذه الثقافة. نحن فخورين للغاية؛ لأنهم يرغبون بإحضار متحف اللوفر أبوظبي لدولتهم. وهدفنا هو ليس بالتأكيد تحويل الثقافة إلى مستلزمات استهلاكية. رينو دونديو دو فابر، وزير الثقافة الفرنسية عام 2007 هذا المشروع هو تطور هام جدا لكى تصبح أبوظبي مكاناً عالمياً يعمل كجسر رابط بين الثقافات. سوف تقوي هذه الاتفاقية الحوار الدولي الذي يدعي ملكية جميع الثقافات. وهذا العمل بين الدولتين علاقتهما جيدة منذ زمن طويل ما هو إلا نقطة تحول خاصة جدا في ريادة الأعمال الدولية والعلاقات المتبادلة. خليفة بن زايد آل نهيان، رئيس دولة الإمارات العربية المتحدة وحاكم أبوظبي عام 2007

## طابع بريد تذكاري
أعلنت مجموعة بريد الإمارات في عام 2023 عن إصدار طابع بريدي تذكاري يبرز المكانة الثقافية لمتحف اللوفر أبوظبي.

## طريقة العرض
يبتعد متحف اللوفر أبو ظبي عن التقسيم الجغرافي،ولكن يقدم الأعمال الفنية بحسب تسلسلها الزمني،متيحاً الفرصة لاكتشاف العلاقات التي تربط بين حضارات وثقافات عالمية تبدو وكأنها غير مترابطةمما يعطي المتحف طابعه العالمي، ويتجاوز بذلك حدود الجغرافيا والانتماءات.
وتتناول هذه المعروضات أربع فترات زمنية رئيسية تشمل:
- الآثار الحضارية للعصور الوسطى والحديثة
- فترة انتشار الإسلام والفترة الكلاسيكية من الإنسانية
- عصر التنوير
- العصر الحديث الذي ابتدأ في نهاية القرن الثامن عشر.

## قاعة الأديان
تم تكريم قاعة الأديان بحصولها على جائزة أوائل الإمارات لعام 2019
وتؤرخ القاعة لفترة العصور الوسطى في الأعوام ما بين 500 و1500 ميلادي وتتناول كيف أن الجميع يتعايش مهما كانت الاختلافات بينهم،
ومن أهم معروضاتها:
- المسيح يُبدي جِراحه
- إنجيل باللغة السلافونية الكنسية القديمة
- العذراء والطفل
- صندوق ذخائر مزخرف بالملوك المجوس الثلاثة
- كتاب مقدس قوطي في مجلدين
- رواية طروادة
- رأس بوذا
- شو-كانون، بوذاسف الرحمة
- تاج عمود رومانسكي
- إفريز معماري منقوش بآيات قرآنية
- أسفار موسى الخمسة: الجزء الأول من التوراة
- شيفا الراقص، إله هندوسي
- جزء عم، الجزء الثلاثون من القرآن الكريم
- صفحة من المصحف الأزرق
- صفيحة حجرية من ضريح بوذي “ستوبا”
- سوترا الحكمة الكاملة في ثمانية آلاف بيت
- سوترا التنوير الأمثل
- صفحة مزدوجة من القرآن الكريم
- صفحة من مصحف بالخط الكوفي
- مايتريا، بوذا المستقبل
- غلاف كتاب يحمل صورة المسيح على العرش
- تمثال لأحد الأسلاف
- مصحف أمر بإعداده السلطان عبد الله الثاني السعدي

بالإضافة إلى:
- شاهد قبر من حجر البازلت من مكة المكرمة يعود تاريخه إلى الفترة من 700 إلى 900 ميلادية، من مقتنيات الهيئة العامة للسياحة والتراث- المملكة العربية السعودية
- شاهدُ قبر من الحجر الكلسي لابنة حاخام يهودي يدعى بنجامين من مقتنيات متحف الفن والتاريخ اليهودي في باريس
- شاهدُ قبر مسيحي مزين بصليب نسطوري من قرغيزستان يعود للفترة ما بين 1300 إلى 1350 ميلادية
- صفيحة حجرية من ضريح بوذي، يعود إلى مملكة ساتافاهانا بالهند من منطقة أمارافانيو، خلال الفترة من 100 إلى 300 ميلادية.
- مشكاة إسلامية، و رسوم على الزجاج الملون تستخدم عادة في أسقف الكنائس، وتمثال بوذي مطلي باللون الذهبي الذي يعكس الضوء.
- قائمة بأسماء رهبان بوذيين متوفين من المدرسة البوذية المسماة بـ «الأرض النقية»- من اليابان خلال الفترة من 1650 إلى 1750 ميلادية.
- أغطية التوابيت الحجرية في الحضارتين الفينيقية والفرعونية.

## الاستدامة
- تم تصميم متحف اللوفر أبوظبي على مستوى المرتبة الفضية في الريادة في تصميمات الطاقة والبيئة (LED)، وقد حقّق المتحف تصنيف 3 لآلئ من نظام الاستدامة للتقييم بدرجات اللؤلؤ [44]
- ينشئ المتحف نظاماً بيئياً مُصغراً من خلال تقنيات التصميم وفق معطيات الطاقة الشمسية المستوحاة من الروح الثقافية الإماراتية حيث تم استخدام تأثير التظليل الشمسي لسقف القبة والتظليل الذاتي للمباني، ومنافذ السقف للتهوية المحسّنة للسماح بدخول نور النهار من دون زيادة حرارة المبنى أو تدفق الرياح والكتلة الحرارية المكشوفة مثل الأرضيات الحجرية والتغطية التي تسمح بالتبريد الليلي.[44]

## معرض الصور

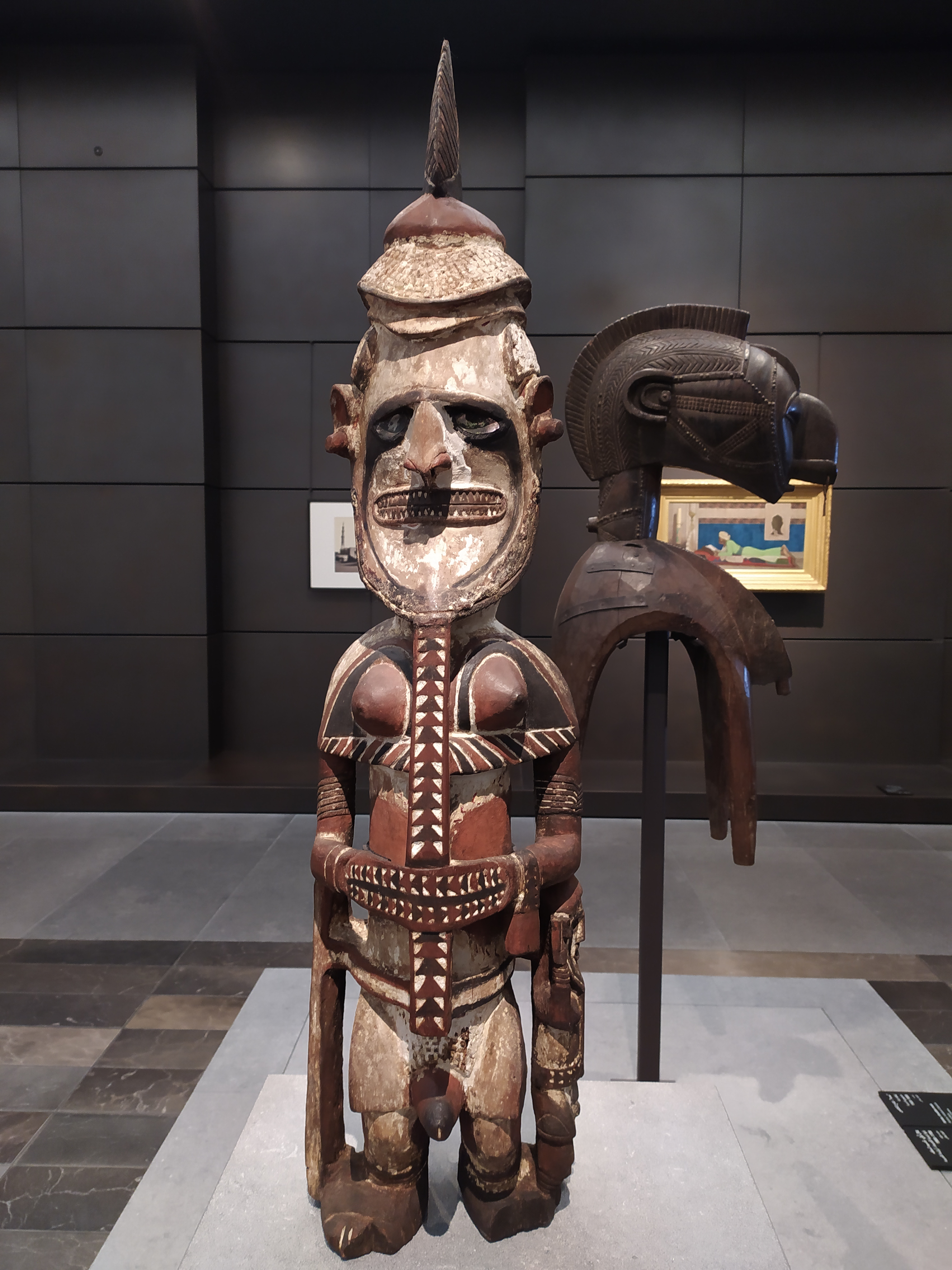
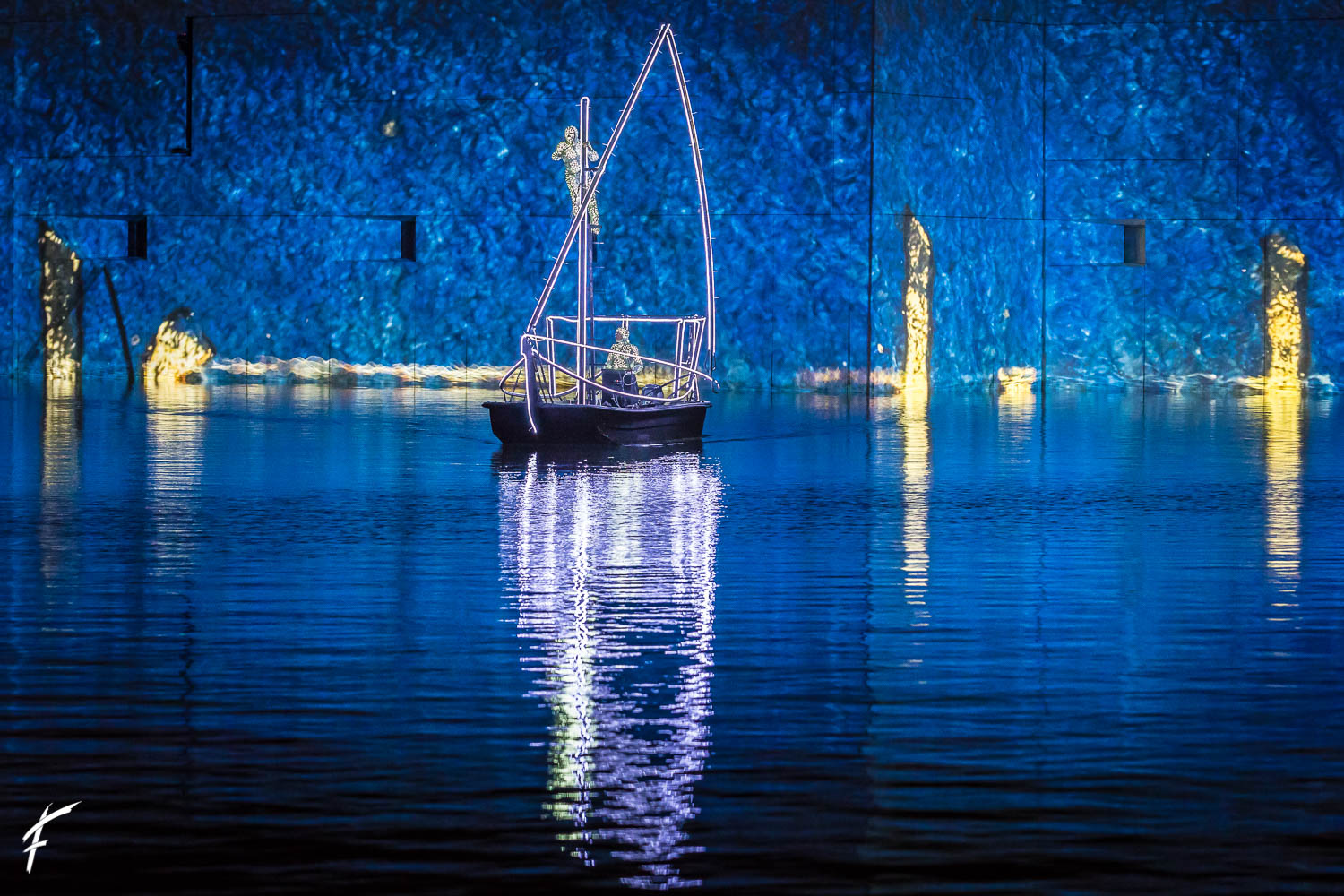
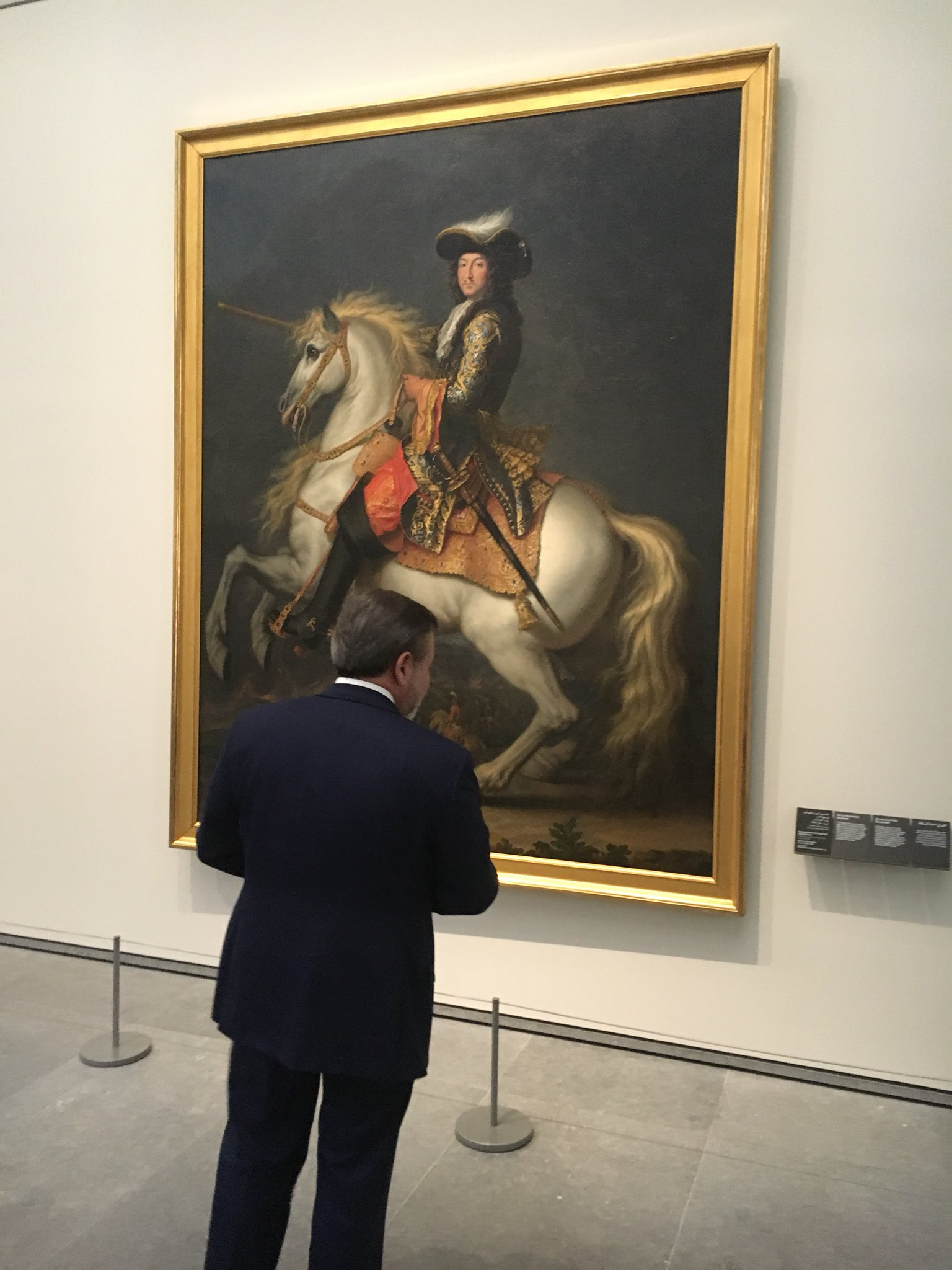
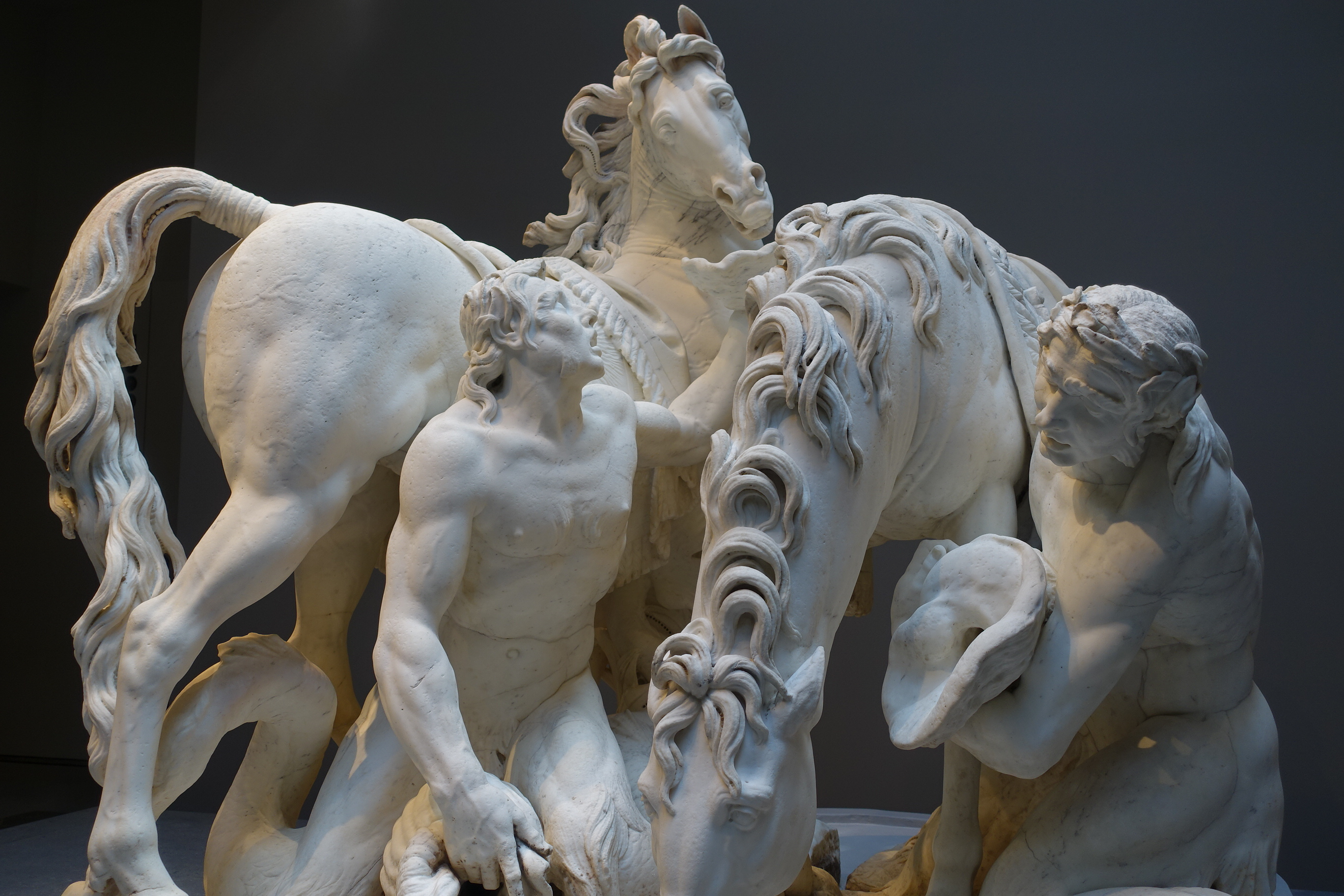
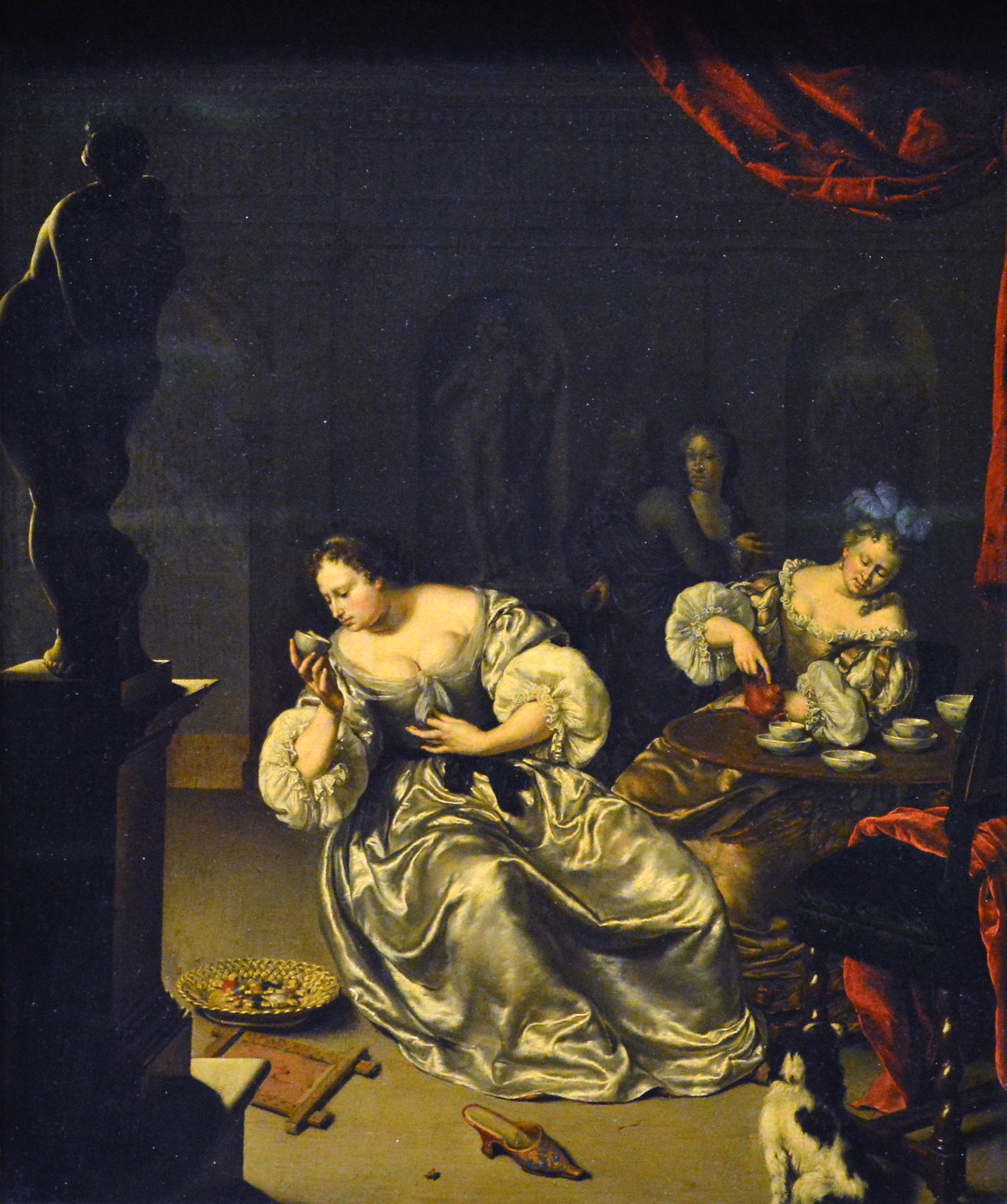
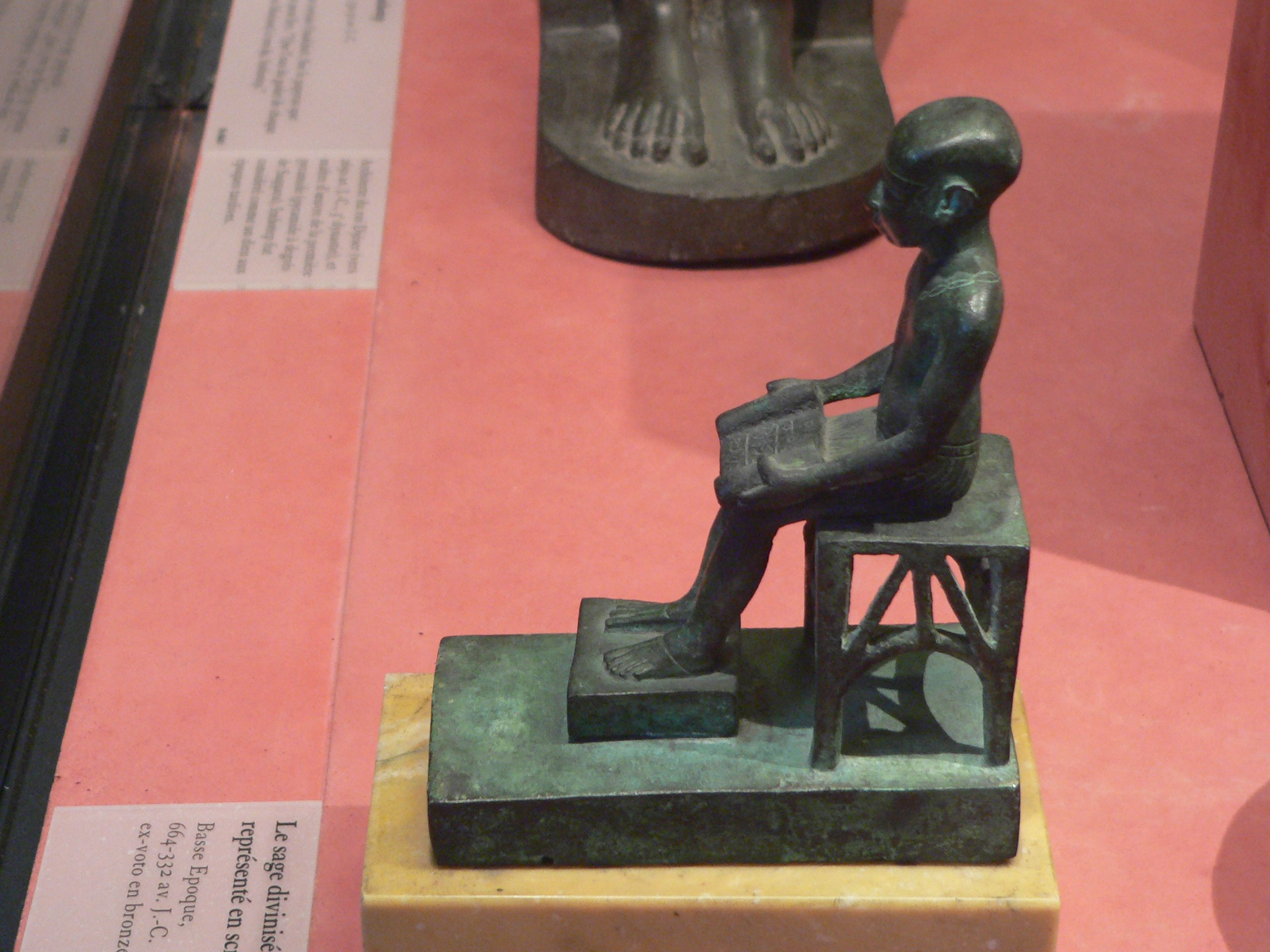
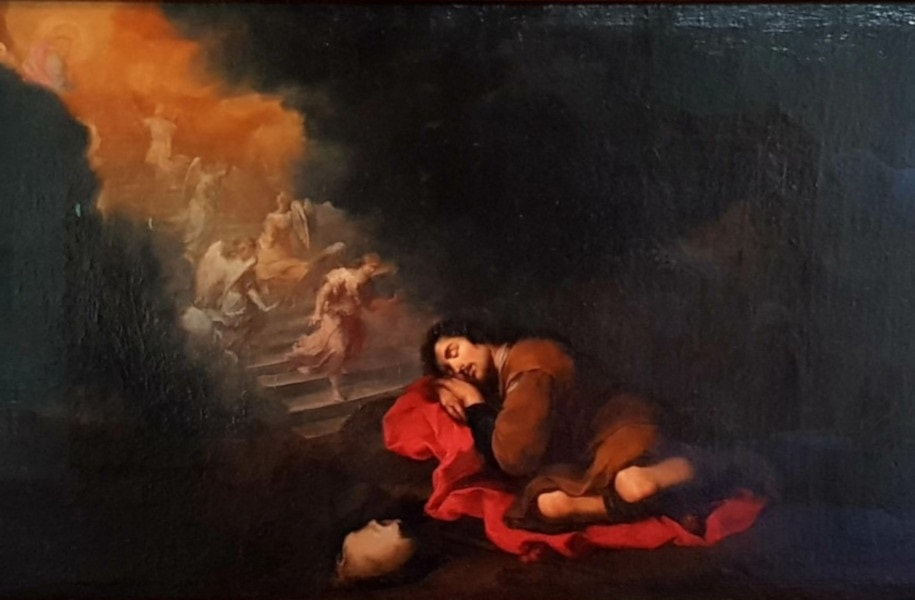
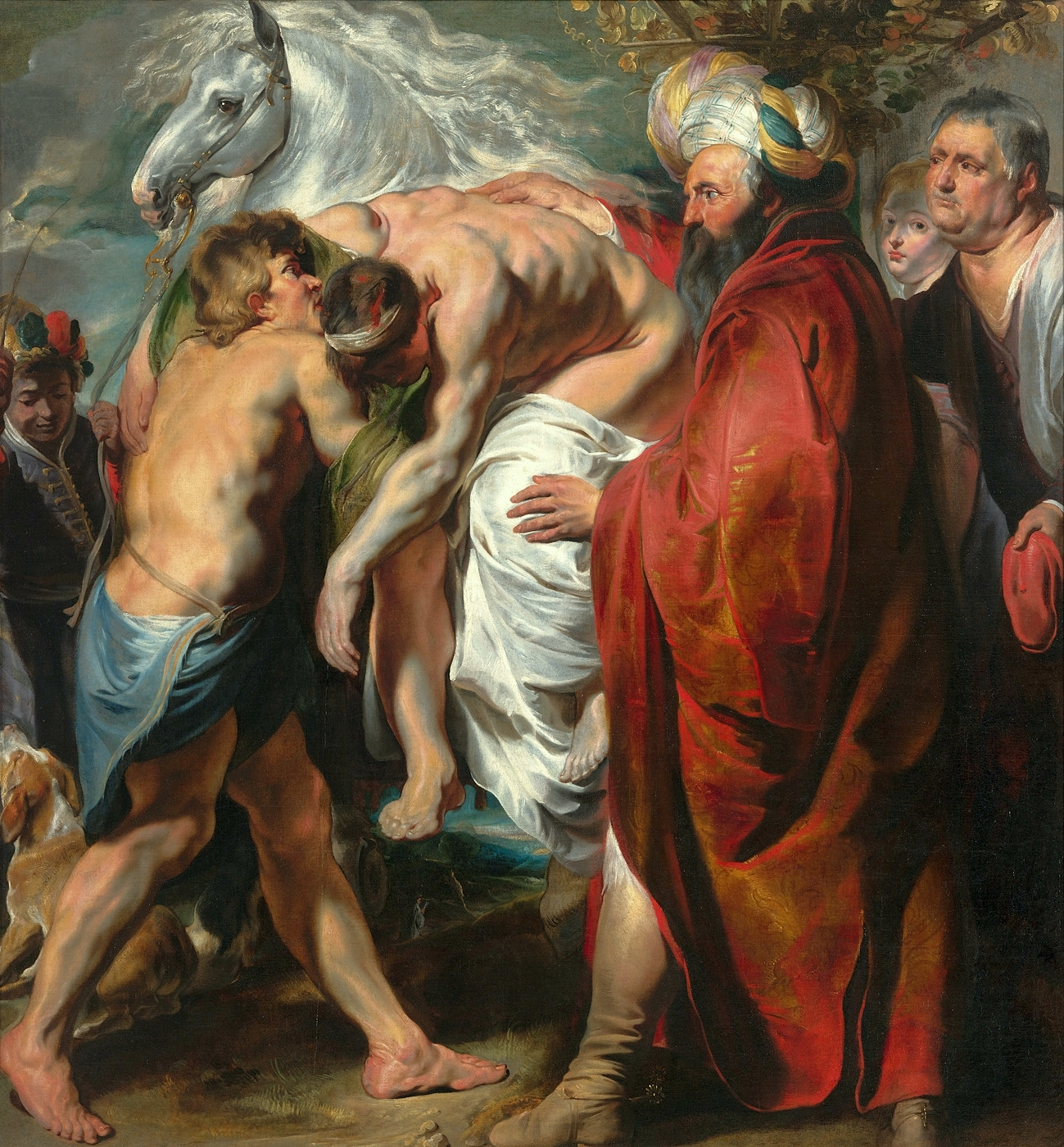
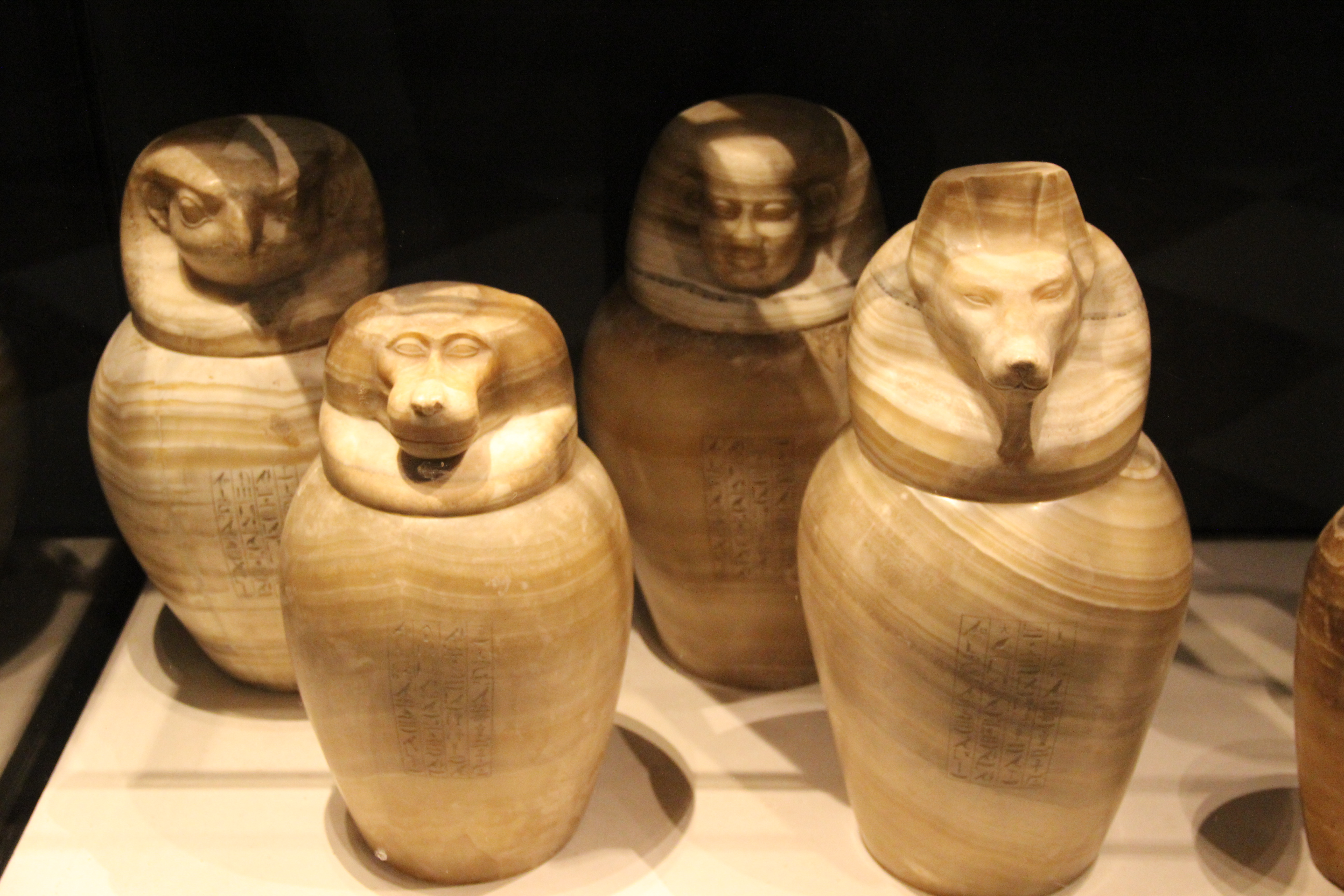
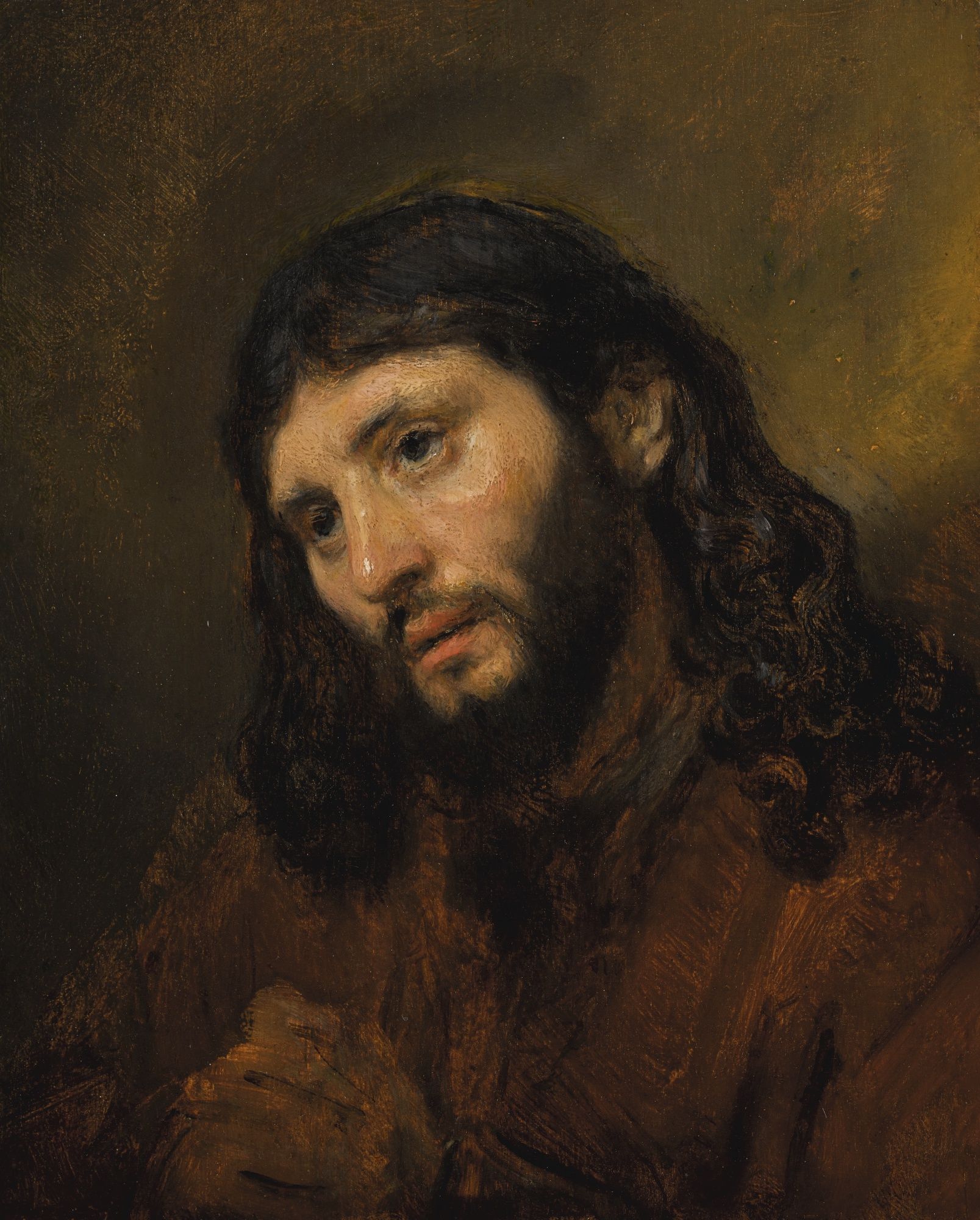

## وصلات خارجية
- تأسيس المتحف العالمي لوفر أبو ظبي, الثلاثاء 6 مارس 2007 م.
- عريضة ضد مشروع
- المتاحف ليست للبيع ل فرونسواز كاشين، جون كلير ورولاند ريشت.